# رينيه باول
رينيه باول (بالإنجليزية: Renee Powell)‏ هي لاعبة غولف أمريكية، ولدت في 4 مايو 1946 في إيست كانتون في الولايات المتحدة.

## وصلات خارجية
- رينيه باول على موقع رابطة لاعبات الغولف المحترفات (الإنجليزية)